# Василига Єлизавета Володимирівна
Єлизаве́та Володи́мирівна Васили́га (* 1998) — українська акробатична гімнастка.

## З життєпису
Народилась 1998 року. Проживала в місті Донецьк. На Європейських іграх-2015 пара Єлизавета Василига та Олександр Шпинь у змаганнях з балансу посіла 4 місце. Представляла команду Вінницької області.